# Campionato del mediterraneo di scherma 2006
Il Campionato del mediterraneo di scherma del 2006 ("2006 Mediterranean Fencing Championships") è stato organizzato dalla Confederazione europea di scherma e si è svolto a Hammamet in Tunisia dal 6 al 7 gennaio.
Nel fioretto, si sono aggiudicati i titoli di campione e campionessa del mediterraneo l'italiano Michele Pirrazzo, che ha battuto in finale il connazionale Tommaso Lari, e l'italiana Stefania Straniero, che ha avuto la meglio sulla connazionale Valentina Vianello.
Nella spada il neo-campione e la neo campionessa sono stati l'italiano Fabio Camerota, che ha battuto in finale il connazionale Marco Canevari, e l'italiana Giulia Rizzi, che ha superato la connazionale Margherita Guzzi.
Infine nella sciabola hanno trionfato l'italiano Enrico Navarria, superando il connazionale Claudio Giannini, e la tunisina Azza Besbes, che ha sconfitto l'italiana Rossella Gregorio.

## Podi

### Uomini
| Specialità  | Oro              | Argento          | Bronzo                             |
| Individuali |                  |                  |                                    |
| Fioretto    | Michele Pirrazzo | Tommaso Lari     | Giorgio Avola Muhammad Alaa Eddine |
| Spada       | Fabio Camerota   | Marco Canevari   | Luca Ferraris Virgil Marchal       |
| Sciabola    | Enrico Navarria  | Claudio Giannini | Stefano Sbragia Martin Charvil     |

### Donne
| Specialità  | Oro                | Argento            | Bronzo                       |
| Individuali |                    |                    |                              |
| Fioretto    | Stefania Straniero | Valentina Vianello | Camilla Manca Imen Shaaban   |
| Spada       | Giulia Rizzi       | Margherita Guzzi   | Sara Besbes Josephine Coquin |
| Sciabola    | Azza Besbes        | Rossella Gregorio  | Giulia Micheli Giulia Ronchi |

## Medagliere
| Pos.   | Nazione | Oro | Argento | Bronzo | Totale |
| ------ | ------- | --- | ------- | ------ | ------ |
| 1      | Italia  | 5   | 6       | 6      | 17     |
| 2      | Tunisia | 1   | 0       | 1      | 2      |
| 3      | Francia | 0   | 0       | 3      | 3      |
| 4      | Egitto  | 0   | 0       | 2      | 2      |
| Totale | Totale  | 6   | 6       | 12     | 24     |